# Estonian Business School
Estonian Business School, förkortat EBS, är ett privat universitet i Tallinn, Estland, grundat 1988. Universitetet erbjuder handelshögskoleutbildningar inom företagsekonomi på kandidat-, master- och doktorandnivå och omfattar även ett handelsgymnasium och olika fortbildningar inom näringslivet.
EBS grundades i Estniska SSR av professorerna Madis Habakuk (Estland), Marshall Fitzgerald (USA), Rein Peterson (Kanada) och Ilmar Martens (Kanada) i slutet av 1980-talet, då perestrojkan lett till ett ökat behov av företagsekonomiska utbildningar av västlig modell. Universitetet var det första i Sovjetunionen som erbjöd en handelshögskoleutbildning på engelska. Antalet studenter uppgår till omkring 1 400. I Eduniversal Business School Rankings 2020 blev EBS en av de 200 högst rankade handelshögskolorna i världen och den bästa i Estland.